# Mundochthonius kiyoshii
Mundochthonius kiyoshii är en spindeldjursart som beskrevs av Hiroshi Sakayori 2002. Mundochthonius kiyoshii ingår i släktet Mundochthonius och familjen käkklokrypare. Inga underarter finns listade i Catalogue of Life.